# Кумаге (Ямагути)
Кумаге (яп. 熊毛町 Кумаге-Тё) — бывший посёлок в Японии, располагавшийся в уезде Кумаге префектуре Ямагути.

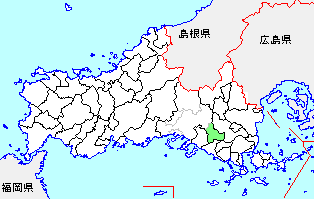
Расположение посёлка Кумаге в префектуре Ямагути

По состоянию на 31 марта 2003 год посёлок имел население в 16666 человек. Общая площадь посёлка составляла 70.50 км².
21 апреля 2003 года Кумаге вместе с городами Токуяма и Синнаньё и посёлком Кано (из уезда Цуно) был объединен в новый город Сюнан

## Образование
Северная старшая школа посёлка Кумаге префектуры Ямагути

## Транспорт

### Дороги

#### Скоростные дороги
- San'yō Expressway[англ.] (Транспортная развязка Кумаге)

#### Национальный дороги
- Japan National Route 2[англ.]
- Japan National Route 376[англ.]

#### Железный дороги
West Japan Railway Company
Gantoku Line
Takamizu Station - Katsuma Station - Ōkawachi Station

## Достопрмечательности
Чёрный журавль